# Alfred-Dregger-Medaille
Die Alfred-Dregger-Medaille wird seit 2013 durch den CDU-Landesverband Hessen in Gold und Silber verliehen.

## Beschreibung
Die Auszeichnung ist nach Alfred Dregger, dem 2002 verstorbenen langjährigen Vorsitzenden der CDU Hessen, benannt. Sie wird an Mitglieder verliehen, „die sich in besonderer Weise um die Partei verdient gemacht haben“. Die Verleihung erfolgt durch die Kreisverbände in Silber und durch den Landesvorstand in Gold.

## Medaillenträger in Gold

### 2013
- Dagmar Dregger (die Witwe von Alfred Dregger)[2]
- Elisabeth Fay (die Witwe von Wilhelm Fay)[2]

### 2014
- Ottilia Geschka
- Friedrich Bohl
- Christian Schwarz-Schilling[3]

### 2015
- Horst Klee (langjähriges Parteimitglied)[4]
- Ute Mehnert (langjährige Vorsitzende der Marburger Senioren-Union)[5]
- Helmut Peuser (langjähriger hessischer CDU-Politiker und Abgeordneter des Hessischen Landtags)[6]
- Ernst Platner (langjähriger Kreis- und Fraktionsvorsitzender)[7]
- Inge Velte (langjähriges Parteimitglied)[4]

### 2016
- Hans Hermann Reschke
- Petra Roth[8]

### 2017
- Heinz Riesenhuber
- Franz Josef Jung[9]

### 2018
- Fritz Kramer[10]
- Roland Koch[11]

### 2021
- Peter Tauber[12]